# 左右田一平
左右田 一平（そうだ いっぺい、1930年7月10日 - 2012年2月10日）は、日本の俳優。北海道札幌市出身。血液型はA型。本名は廣田 信夫（ひろた のぶお）。劇団中芸、東京芸術座、東京俳優生活協同組合を経て、最終所属はたむらプロ。舞台芸術学院卒業。

## 来歴・人物
高校卒業後に兄を頼って上京。1955年に劇団中芸入団。1959年に東京芸術座が誕生すると団員の一人となる。東京芸術座の舞台やテレビ、映画で活躍した。1979年に京都市民映画祭でテレビ部門男優賞を受賞。
結束信二作品の常連的存在で、『忍びの者』から『燃えよ剣』までの全ての作品に出演していた。特にテレビ時代劇『用心棒』シリーズは、左右田のみ同じ品田万平役でシリーズ4作全て出演した。
2012年2月10日14時10分、S状結腸がんの為、東京都の病院で死去。81歳没。

## エピソード
- 芸名の由来は、酒好きだった彼が「そうだ、一杯やろう」から考案したものである[1]。

- 初め、東映京都撮影所に行ったときに監督の河野寿一から電気工事人と間違えられている。

## 参考資料
- 黒須洋子「キャスト・インタビュー 左右田一平」『テレビ映画「新選組血風録」の世界』新人物往来社、2000年。ISBN 4-404-02875-X。

## 出演

### テレビドラマ
- 浅見光彦シリーズ24 漂白の楽人

- これが真実だ 第2回「真説国定忠治」（1959年、フジテレビ）
- 指名手配（NET）
  - 第32回「蜂の族（前編）」（1960年）
  - 第33回「蜂の族（後編）」（1960年）
- 文芸劇場 第33回「下町」（1962年、NHK）
- アジアの曙（1964年 - 1965年、TBS / 創造社 / 国際放映）
- 忍びの者（1964年、NET / 東映） - 東湯舟の小市
- つむじ風三万両（1964年、NTV / 東映） - 弁天の守太郎
- 新選組血風録（1965年 - 1966年、NET / 東映） - 斎藤一 ※一部ナレーションも担当
- われら九人の戦鬼（1966年、NET / 東映） - 黙兵衛
- 用心棒シリーズ（NET / 東映） - 品田万平 ※ナレーションも担当
  - 俺は用心棒（1967年）
  - 待っていた用心棒（1968年）
  - 帰って来た用心棒（1968年 - 1969年）
  - 用心棒シリーズ 俺は用心棒（1969年）
- 天を斬る（1969年 - 1970年、NET / 東映） - 権田半兵衛 ※ナレーションも担当
- 燃えよ剣（1970年、NET / 東映） - 裏通り先生 　※ナレーションも担当
- 大忠臣蔵 第24話 - 27話、第31話、第35話 - 39話、第41話、第50話、第51話（1971年、NET / 三船プロダクション） - 三村次郎左衛門
- 世なおし奉行（1972年、NET / 東映）
  - 第7話「浪人を追え」
  - 第9話「一網打尽」
  - 第23話「怒りの天」
- 銭形平次（フジテレビ / 東映）
  - 第322話「美女えらび」（1972年） - 和三郎
  - 第496話「雨あがりの虹」（1975年） - 日向十蔵
  - 第581話「吉凶うらおもて」（1977年） - 一見堂中斉
  - 第725話「裏をあばけ」（1980年） - 新堀の甚左
- 地獄の辰捕物控 第20話「わらべ唄が闇に聞えた」（1973年、NET / 東映） - 山形右京
- 大江戸捜査網（東京12チャンネル / 日活・三船プロ）
  - 第131話「火を招く狼の群れ！」（1974年） - 隠密同心・山口太兵衛
  - 第212話「暗殺計画 眼には眼を!!」（1975年） - 上月新吉
  - 第279話「必殺剣！辻斬りの恐怖」（1977年） - 宍倉新兵衛
  - 第327話「身代り親娘 涙の絶唱」（1978年） - 三浦屋善兵衛
  - 第488話「地獄からもどった用心棒」（1981年） - 庄左衛門
  - 第625話「兇悪軍団怒る！偶然の恐怖」（1983年） - 元勘定奉行・黒田若狭守
  - 第700話「五万石騒動！にわか若君との哀しき初恋」（1992年） - 楢原
- ザ★ゴリラ7 第10話「警察に罠をはれ」（1975年、NET / 東映） - 門脇刑事
- 影同心 第26話「金がかたきの殺し節」（1975年、MBS / 東映） - 周太
- 伝七捕物帳（日本テレビ / ユニオン映画）
  - 第66話「江戸の花、めおと仇討」（1975年） - 内山甲子郎
  - 第99話「命をかけた一分銀」（1976年） - 留吉
- 子連れ狼 第三部 第21話「あるいは死参」（1976年、日本テレビ / ユニオン映画）東堂伊兵衛役
- 桃太郎侍 （日本テレビ / 東映）
  - 第10話「のろ松恋ごころ」（1976年） - 松五郎
  - 第150話「オーイ！出て来い三千両」（1979年） - 喜助
- 破れ奉行 第27話「ペルシャ猫の女王」（1977年、テレビ朝日 / 中村プロ） - 徳兵衛
- 俺たちの朝 第41話「薩摩の海とカツオ節とああ青春」（1977年、日本テレビ / 東宝） - 鰹節工場社長
- 達磨大助事件帳 第8話「仇討ち女だるま」（1977年、テレビ朝日 / 前進座 / 国際放映） - 房吉
- 若さま侍捕物帳 第6話 「参上!!寄席ばやし」（1978年、テレビ朝日 / 前進座 / 国際放映） - 山下角之進
- 江戸プロフェッショナル 必殺商売人 第23話「他人の不幸で荒稼ぎ」（1978年、朝日放送 / 松竹） - 青木兵馬
- 暴れん坊将軍シリーズ（テレビ朝日 / 東映）
  - 吉宗評判記 暴れん坊将軍
    - 第6話「天晴れ！いも侍」（1978年） - 青木文蔵
    - 第51話「魚河岸の花嫁」（1979年） - 朽木大膳
    - 第55話「奮戦！いも侍」（1979年） - 青木文蔵
    - 第92話「乾杯！藪医者」（1979年） - 平山玄庵
    - 第126話「二万両で売った恋」（1980年） - 沢村孫太夫

  - 暴れん坊将軍II
    - 第16話「鬼が棲む浮世風呂」（1983年） - 山岡孫兵衛
    - 第64話「天誅！窓ぎわの反乱！」（1984年） - 高村勘兵衛
    - 第89話「八丁堀師走の恋唄」（1984年） - 松岡三左衛門
    - 第158話「庭番慕情、禁じられた恋の笛！」（1986年） - 佐竹主水

  - 暴れん坊将軍III
    - 第99話「花咲ける忠臣一代！」（1990年） - 吉蔵（寺坂吉右衛門）

  - 暴れん坊将軍IV
    - 第43話「男一匹！め組の紋次郎が燃えた!!」（1992年） - 茂平
- 遠山の金さん 第2シリーズ 第20話「姉弟ふたり」（1979年、テレビ朝日 / 東映） - 留造
- 長七郎天下ご免！ 第5話「情け！高麗人参」（1979年、テレビ朝日 / 東映） - 竹内弥之助
- 日本名作怪談劇場 第6話「怪談 利根の渡」（1979年、12ch） - 平助
- 熱中時代 第2シリーズ 第18話「マムシ・イモ掘り・テレビ局」（1980年、日本テレビ） - 久保田
- ポーラテレビ小説 （TBS）
  - 「発車オーライ」（1981年 - 1982年） - 甚平
  - 「白き牡丹に」（1982年 - 1983年） - 留吉
- 鬼平犯科帳 (萬屋錦之介) 第3シリーズ 第3話「霧の朝」（1982年、テレビ朝日/東宝） - 桶屋の富蔵
- 裸の大将放浪記（関西テレビ / 東阪企画）
  - 第8話「ヨメ子が嫁になりたがるので」（1982年） - ペンキ屋
  - 第51話「清と月の砂漠」（1991年） - 根岸信之
- 源九郎旅日記 葵の暴れん坊 第38話「駆けろ! げんこつ街道」（1983年、テレビ朝日 / 東映） - 為吉
- 昭和四十六年 大久保清の犯罪（1983年、TBS） - 石原課長
- 新ハングマン 第2話「セーラー服を犯す教育評論家」（1983年、朝日放送 / 松竹芸能） - 山岡
- 事件記者チャボ! 第7話「チャボが結婚詐欺!? 冗談でしょう…」（1983年、日本テレビ） - 鮫島
- 3年B組金八先生スペシャルIII 「小さな噓」（1984年10月5日、TBS） - 梶浦清一
- ザ・サスペンス（TBS）
  - 特急さくら殺人事件（1982年）
  - 団地殺人事件シリーズ1 妻たちの危険な昼下り（1984年）
  - 一億人を敵にした男 復讐するは我にあり（1984年）
- ニュードキュメンタリードラマ昭和 松本清張事件にせまる 第17話「阿部定のゆくえ」（1984年、テレビ朝日 / 国際放映）
- 暴れ九庵 第8話「医者を治したおてんば娘」（1984年、関西テレビ / 東宝） - 小平
- 私鉄沿線97分署 第35話「子連れサギ師でエキサイト!!」（1985年、テレビ朝日 / 国際放映） - 国枝
- 土曜ワイド劇場（テレビ朝日）
  - 西村京太郎トラベルミステリー 寝台急行“銀河”殺人事件（1986年6月28日、東映）
  - 西村京太郎トラベルミステリー みちのく湯けむり殺意の旅（1987年12月5日、東映） - 戸田（福島県警警部）
  - 西村京太郎トラベルミステリー 山陽・東海道殺人ルート（1990年1月13日、東映） - 山内元警部
  - 名探偵・金田一耕助 仮面舞踏会（1986年、にっかつ撮影所） - 近藤刑事
  - 探偵・神津恭介の殺人推理 呪縛の家（1987年、松竹）
  - 探偵事務所シリーズ（1994年 - 1999年） - 角田刑事
  - 同居人カップルの殺人推理旅行5 死を呼ぶダイエット!?（1998年5月） - 杉本正己
  - 遺品の声を聴く男2（2010年9月18日、朝日放送）
- 銭形平次 第3話「人情、迷子札」（1987年、日本テレビ / ユニオン映画） - 伊之助
- 銀河テレビ小説（NHK）
  - 四捨五入殺人事件（1987年） - 花村巡査
  - あるときは妻（1989年2月）
- 若大将天下ご免！ 第39話「母に祈りの十字剣！」（1987年、テレビ朝日 / 東映） - 惣右衛門
- 京都サスペンス「京都の祭りに人が死ぬ・鞍馬の火祭」（1988年10月10日、関西テレビ / 東映） - 刑事
- はぐれ刑事純情派（テレビ朝日）
  - 第1シリーズ 第5話「記憶を消された女」（1988年） - 野中正一
  - 第5シリーズ 第9話「郵送された香典!恩返しの殺人」（1992年） - 宗像幸雄
- さすらい刑事旅情編 第12話「L特急あずさ2号を待つ女」（1989年、テレビ朝日 / 東映）
- 火曜サスペンス劇場（日本テレビ）
  - 婚約解消殺人事件（1989年6月20日、東映）
  - 夜間中学（1998年1月） - 磯貝校長 役
- 八百八町夢日記 第1シリーズ（1989年10月 - 1990年9月放送、日本テレビ / ユニオン映画） - ナレーション
  - SP「夢を追って」（1989年10月10日） - 中塚
  - SP「一千両の大勝負」（1989年12月26日） - 中塚
- 女ハングマン・夫のルスに連続殺人犯と対決!! 意外やボスは?（1990年、ABC / 松竹芸能）
- 大河ドラマ（NHK）
  - 独眼竜政宗（1987年） - 須田伯耆
  - 太平記（1991年） - 高師行
  - 義経（2005年） - 常盤親子をかくまった住職
- 検事・若浦葉子 第1話「心を開ける鍵・時効不成立！母子の拒んだ絆が生む幼児殺害事件」（1991年、日本テレビ）
- 銭形平次（フジテレビ）
  - 第1シリーズ 第6話「おとぎ話の殺人」（1991年） - 宇古木兵馬
  - 第2シリーズ 第16話「疑惑の影」（1992年） - 亀屋太左衛門
- 特救指令ソルブレイン 第15話「人形は平和の使者」（1991年、テレビ朝日 / 東映） - 篠崎
- 凪の光景（1992年4月 - 6月放送、東海テレビ / 東宝）
- お助け同心が行く！ 第3話「黒天狗現る!」（1993年、TX / G・カンパニー） - 文蔵
- ツインズ教師（1993年） - 立石修校長
- お金がない!（1994年、フジテレビ） - 佐々木賢三
- 夏子の酒（1994年、フジテレビ） - 龍錦栽培会に参加する農家
- 金曜エンタテイメント（フジテレビ）
  - おばさんデカ 桜乙女の事件帖1 - 6（1994年 - 1998年）
  - 京都祇園入り婿刑事事件簿1（1997年） - 鈴木利一
- ドラマ30（CBC）
  - 風たちの遺言（1995年）
- 揺れる想い (テレビドラマ)（1995年 TBS） - 刑事
- 月曜ドラマスペシャル（TBS）
  - 湯けむり仲居純情日記5（1995年）
  - 湯けむり仲居純情日記6（1996年）
  - 赤川次郎サスペンス 冠婚葬祭殺人事件（1997年8月25日）
- ナニワ金融道（1996年 - 2005年、フジテレビ） - 明石三郎
- コーチ（1996年、フジテレビ / 共同テレビ）
- 炎の奉行 大岡越前守（1997年、テレビ東京 / 松竹） - 仁助
- 御家人斬九郎 第3シリーズ 第3話「姉上」（1997年、フジテレビ / 映像京都） - 三州屋太兵衛
- 夜逃げ屋本舗（1999年、日本テレビ）
- 水戸黄門 第28部 第20話「浪花娘のうな丼勝負・大坂」（2000年、TBS） - 立山杉右衛門
- 剣客商売 第2シリーズ 第4話「婚礼の夜」（2000年、フジテレビ / 松竹） - 西山団右衛門
- 女と愛とミステリー（テレビ東京）
  - 警察医・花井吾朗の殺人カルテ 神戸〜江戸川殺人水路（2002年） - 喫茶店店主の船木
  - 信濃のコロンボ事件ファイル3 信濃の国殺人事件（2003年） - 平沼武太郎
- 怨み屋本舗 第11・12話（2006年、テレビ東京） - 吉村順蔵
- 恋する日曜日 ニュータイプ 第7・8話（2006年、BS-i）
- 拝啓、父上様 第7話（2007年、フジテレビ）
- ガラスの牙（2007年、中部日本放送）
- 愛の劇場（TBS）
  - 砂時計（2007年） - 漁師
  - 愛のうた!（2007年） - 黒川源三
- 監査法人（2008年、NHK） - 町工場の社長
- 傍聴マニア09〜裁判長！ここは懲役4年でどうすか〜 第2話（2009年、読売テレビ） - 鎌倉弁護士
- 金曜プレステージ「所轄刑事5 走れ！生活安全課〜振込め詐欺の出し子を探せ〜」（2010年、フジテレビ） - 杉山辰郎
- 美しい隣人（2011年1月、関西テレビ） - 矢野敏郎
- 絶対零度〜特殊犯罪潜入捜査〜 第1話（2011年7月、フジテレビ） - 田中茂夫

### 映画
- 真昼の暗黒（1956年3月27日、現代ぷろだくしょん）
- 台風騒動記（1956年12月19日、松竹）
- 第五福竜丸（1959年2月18日、大映） - 第五福竜丸の船員
- 二人で歩いた幾春秋（1962年8月12日、松竹） - 所員
- かあさん長生きしてね（1962年10月13日、松竹） - 田中
- 恋は緑の風の中（1974年11月23日、東宝） - 石山先生
- あしたの火花（1977年3月26日、共同映画） - 三矢工業社長
- 春男の翔んだ空（1977年12月19日、現代ぷろだくしょん） - すみれ学級の土田美樹の父・大三郎
- 茗荷村見聞記（1979年4月28日、東映） - 松谷
- ガキ大将行進曲（1979年7月13日、青銅プロダクション） - 光男の父
- 元祖大四畳半大物語（1980年8月16日、日活） - ラーメン屋の親父
- 沈黙の夏（1980年9月27日、沈黙の夏制作委員会）
- ナナカマドの挽歌（1983年1月15日、東映） - 田村
- お葬式（1984年11月17日、ATG） - 榊原
- 火まつり（1985年5月25日、プロダクション群狼） - 人夫
- はしれリュウ（1986年1月25日、近代映画協会）
- 母さんの樹（1986年9月21日、翼プロダクション） - 職長
- やるときゃやるぜ！ COME BACK HERO（1987年10月24日、ジョイパックフィルム）
- 人間の砂漠（1990年4月28日、キネマスターフィルム） - 島村義久
- チー公物語 ネズミ小僧のつくりかた世紀末版（1991年9月7日、幻燈社 / サクセスロード）
- 戦争と青春（1991年9月14日、松竹） - 花房咲子の父・花房伊佐次
- 泣きぼくろ（1991年9月28日、松竹） - 神谷宗男
- 国会へ行こう！（1993年5月1日、東宝） - 神谷登
- 白鳥麗子でございます！（1995年8月19日、フジテレビ・東映） - 滝本医師
- さよならニッポン！（1995年9月2日、東宝） - 花古太津夫
- 借王 シャッキング（1997年10月11日、日活） - 衣笠良平
- 卓球温泉（1998年5月16日、東宝） - 番頭
- 生きない（1998年9月26日、日本ヘラルド映画 / オフィス北野） - 小沢
- 平成金融道 マルヒの女（2000年1月22日、東映） - 東京地裁の執行官
- 東京爆弾（2000年8月11日、ケイエスエス）
- チキンハート（2002年、オフィス北野） - 丸の叔父
- わらびのこう 蕨野行（2003年2月1日、日本の原風景を映像で考える会） - 留三
- いつか読書する日（2005年7月2日、パラダイス・カフェ / パグポイント・ジャパン） - 田畑牛乳店の店主
- 魂萌え!（2007年1月27日、シネカノン / ハピネット / 朝日放送） - 今井
- やじきた道中 てれすこ（2007年7月11日、松竹） - 庄屋
- 20世紀少年 最終章 ぼくらの旗（2009年8月29日、東宝） - ライブの客

### テレビアニメ
- 狼少年ケン（1964年）

### 吹き替え
- 突破口!（ウォルター・マッソー）
- がんばれ!ベアーズ（ウォルター・マッソー）※日本テレビ版

### バラエティ
- 伝説音舗うれる堂（日本テレビ）※ひさうちみちおの代わりで数回出演

### 舞台
- 母（原作：マクシム・ゴーリキー、東京芸術座公演、1971年）
- 『月山が見ている』（2009年「東京・前進座劇場」ほか仙台・山形等上演・主演左右田一平）

### CM
- アース製薬 「アースノンガス」
- P&G 「アテント」
- ネスレ 「キットカット」 『じいちゃんのキットメール』篇（2009年）
- サントリー「グルコサミン」（2010年）